# 辛格里斯特
辛格里斯特（法語：Singrist，法語發音：[siŋɡʁist] ⓘ）是法国下莱茵省的一个旧市镇，属于萨韦尔讷区。

## 地理
辛格里斯特（48°40'13"N, 7°23'14"E）面积3.54 平方千米，位于法国大東部大區下莱茵省，该省份为法国大陆部分最东部的省份，是阿尔萨斯的一部分，今与上莱茵省组成了阿尔萨斯欧洲集体，其南至上莱茵省，西南接孚日省和默尔特-摩泽尔省，西接摩泽尔省，北与德国接壤，东侧沿莱茵河与德国相望。
与辛格里斯特接壤的市镇（或旧市镇、城区）包括：索姆罗、克拉斯塔、迪姆斯塔勒、热泰尔斯维莱、马尔穆捷、勒唐布尔、罗芒斯维莱、萨伦塔勒、阿伦维莱尔。
辛格里斯特的时区为UTC+01:00、UTC+02:00（夏令时）。

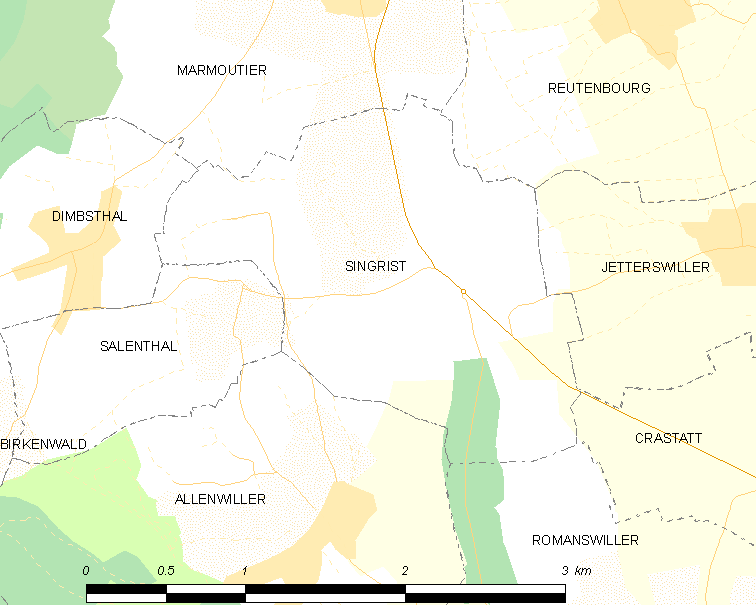
辛格里斯特的OSM定位图

## 行政
辛格里斯特的邮政编码为67440，INSEE市镇编码为67469。

## 政治
辛格里斯特所属的省级选区为萨韦尔讷县。

## 人口

1962-2008年间辛格里斯特人口变化图示

辛格里斯特于2018年1月1日时的人口数量为457人。